# Evacuación de Prusia Oriental

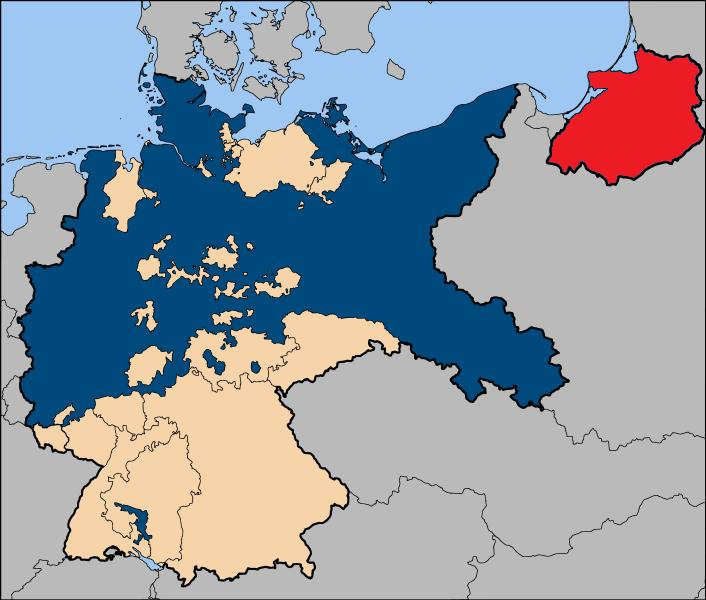
Prusia Oriental (rojo) fue separada de Alemania por el corredor polaco en el período de entreguerras. El área, dividida entre la Unión Soviética y Polonia en 1945, está a 340 km al este de la actual frontera polaco-alemana.

La evacuación de Prusia Oriental hace referencia a un episodio de la Segunda Guerra Mundial que tuvo por resultado la evacuación y/o desplazamiento de la población de origen alemán que habitaba en Prusia Oriental hacia las fronteras alemanas de la posguerra en 1944 y 1945.
La evacuación se inició bajo dominio de las fuerzas nazis por la amenaza de invasión soviética de estas regiones, que se acabó concretando tras el comienzo de la denominada Ofensiva de Prusia Oriental. Algunas partes de la evacuación fueron planificadas por necesidad militar, como fue el caso de la Operación Aníbal, que se acabó en la evacuación más importante de lo que se refería a los componentes militares atrapados. Fue completada siguiendo los acuerdos de la conferencia de Potsdam sobre la expulsión de alemanes al finalizar la Segunda Guerra Mundial de los territorios vecinos a la Alemania de la posguerra o territorios cedidos por los aliados a la Unión Soviética.

## Propaganda

### Lado alemán

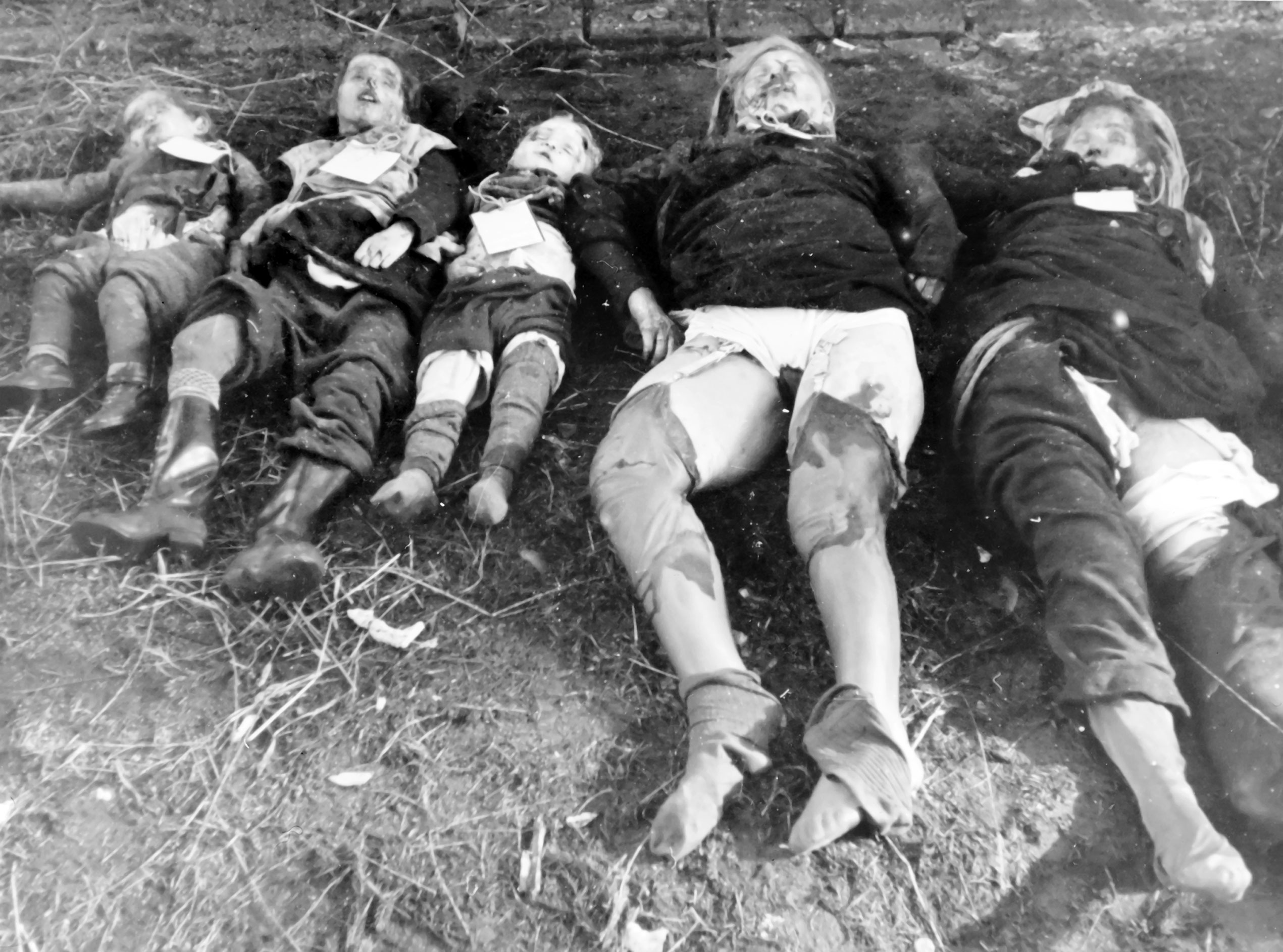
Civiles alemanes asesinados por el Ejército Rojo.
Metgethen (c. 1945).

El Ejército Rojo inició una ofensiva en Prusia Oriental en octubre de 1944, pero luego de dos semanas se decidió retroceder temporalmente. Tras esto, el Ministerio Nazi de Propaganda informó que las fuerzas soviéticas habían cometido crímenes de guerra en pueblos de Prusia, particularmente en Nemmersdorf (actualmente Mayakóvskoie, óblast de Kaliningrado) y Gołdap. Según el lado alemán, todos los habitantes de esos dos pueblos fueron asesinados.
El Ministerio Nazi de Propaganda dio amplia difusión a su versión con el objetivo de motivar a los soldados alemanes en sus esfuerzos por detener al Ejército Rojo. Sin embargo, el principal resultado fue exactamente el opuesto: una ola de pánico entre los civiles de origen alemán. Para escapar de las fuerzas soviéticas, los refugiados de origen alemán se encontraron atascados en los caminos y carreteras cubiertos por la nieve a temperaturas inferiores a -25 °C, mientras los aviones soviéticos los atacaban. Se ha estimado que cerca de dos millones de habitantes de las provincias al este de Alemania (Prusia Oriental, Prusia Occidental y Pomerania) murieron, muchos de ellos de hambre, mientras que otros a manos de las fuerzas soviéticas.[cita requerida]

### Lado soviético
Desde los tiempos de la Rusia Imperial, la palabra «Prusia» ha sido asociada con militarismo. En la Unión Soviética se decía que la causa de la Primera Guerra Mundial fue el militarismo prusiano, al que también se citaba como causa de la Segunda Guerra Mundial en la propaganda oficial soviética. También, se han señalado algunos de las propagandas soviéticas como promotoras de la actitud de los soviéticos hacia los civiles de Prusia. Mientras que desde la perspectiva soviética, se ha argumentado que las fuerzas soviéticas llegaron a las fronteras de Prusia con "sed de venganza" por la inmensa pérdida de vidas ocurrida durante la invasión nazi a la Unión Soviética. Este sentimiento se habría profundizado con la liberación, al entrar en Prusia, de gran cantidad de prisioneros de guerra capturados en el Este y explotados como trabajadores forzados.
Se han documentado casos para los tribunales soviéticos en los que soldados dispararon a prisioneros de guerra desarmados y a civiles alemanes. También se les acusó de diversos casos de violación a mujeres y niños prusianos durante su avance y ocupación, así como de apuñalamientos y feminicidios. En la cultura alemana el nombre de la localidad de Nemmersdorf quedó asociado con crímenes de guerra cometidos por el Ejército Rojo en Alemania, mientras que la Unión Soviética lo calificó de ejemplo de propaganda y manipulación de masas de población con el propósito de igualar o empatar los crímenes de guerra nazis con los soviéticos.
De acuerdo al historiador Antony Beevor, mientras realizaba su investigación para desarrollar el libro Berlín. La caída, 1945, en 2002, encontró documentos de violencia sexual en los archivos de la Federación de Rusia. Habían sido recabados por la policía secreta y enviados a su jefe, Lavrenti Beria, a finales de 1944. "Estos fueron presentados a Stalin. Ahí están los reportes de violaciones masivas en Prusia Oriental, y de cómo las alemanas preferían matar a sus hijas y a ellas mismas para evitar ese destino", señala Beevor.
Entre los documentos de propaganda que se conservan de la época figuran algunos pósteres soviéticos con la leyenda: "Soldado: ahora estás en tierra alemana. Llegó la hora de la venganza".

## Literatura sobre el tema

### Una mujer en Berlín (Eine Frau in Berlin)
Libro autobiográfico de la periodista alemana Marta Hillers (26 de mayo de 1911 en Krefeld, Imperio alemán - 16 de junio de 2001 en Basilea, Suiza). fue una periodista alemana y autora del libro autobiográfico, su diario abarca desde el 20 de abril al 22 de junio de 1945 en Berlín (durante la batalla de Berlín). El libro narra su experiencia como víctima de las violaciones durante la ocupación del Ejército Rojo así como los grupos de alemanes desplazados de Prusia Oriental.
De acuerdo a sus memorias, que fueron anónimamente publicadas en 1954 en inglés, fue violada reiteradas veces por integrantes del Ejército Rojo. El diario fue escrito durante la caída de Berlín y difiere en cierta medida con la versión publicada posteriormente. El escritor alemán Kurt Marek, publicó el libro en los Estados Unidos. Posteriormente, una comparación de las notas de Marek y del diario realizada por Walter Kempowski en nombre de la editorial, señaló la autenticidad de la obra publicada. El historiador británico Antony Beevor, autor de Berlín: La Caída, confirmó la autenticidad de "Eine Frau in Berlin" comparando su contenido con su profundo conocimiento del período y con otras fuentes primarias que acumuló durante su investigación.
El libro señala el alcance de las violaciones en Berlín, como lo demuestran también los documentos de los hospitales de la época en los que se mencionan unos 100.000 casos. Se estima que 2 millones de mujeres fueron víctimas de violaciones en Alemania durante el período de la ocupación del Ejército Rojo.

### Diario de Alemania 1945-1946 y Anotaciones de un soldado en el Ejército Rojo
Ambos textos redactados por el teniente Vladímir Gelfand del ejército soviético. Gelfand redactó el diario en sus momentos de descanso a pesar de que el ejército había prohibido llevar diarios, por considerarlos un riesgo para la seguridad. El manuscrito fue descubierto por Vitali Gelfand, hijo del autor, luego de la muerte de este; el diario ha sido ha sido ampliamente publicado y pinta la situación caótica de la vida en su batallón, caracterizada por raciones miserables de comida, piojos, antisemitismo y robos donde, según el diario, se robaban hasta las botas a sus compañeros. Los textos también señalan algunos de los actos de agresión hacia mujeres alemanas por parte de militares soviéticos, así como la opinión que Gelfand se formó respecto a esto. En uno de los pasajes Gelfand cuenta que estaba dando vueltas en una bicicleta por el río Spree, cuando se topó con un grupo de alemanas que cargaban maletas y bultos. Con su alemán precario Gelfand preguntó a dónde iban y por qué habían abandonado sus hogares. "Con horror en sus rostros me contaron lo que les había ocurrido la primera noche que arribó el Ejército Rojo a la ciudad", escribió. "Me clavaron aquí", dijo una de las muchachas y se levantó la falda. "Toda la noche. Eran viejos y otros tenían espinillas. Todos se montaron por turnos. No menos de 20 hombres", dijo antes de estallar en lágrimas.
La mención sobre actos de violencia contra civiles, mencionados por Gelfand, fue duramente criticada por el gobierno ruso y simpatizantes del ejército soviético. Al respecto la BBC mencionó que: "El congreso ruso aprobó una ley en la que cualquiera que denigre de la actuación de Rusia durante la Segunda Guerra Mundial enfrentará multas y hasta cinco años de prisión."
Vitali Gelfand comento por su parte: "Si las personas no quieren conocer la verdad, se engañan ellos mismos. El mundo lo entiende, Rusia lo entiende y las personas que hacen esas leyes para difamar el pasado también lo entienden. No podemos avanzar hasta que no miremos atrás".

### Berlín: La Caída
Trabajo presentado por el historiador Antony Beevor, abarca el resultado de su investigación acerca del tema.

### Cuando los soldados llegaron: La violación de las mujeres alemanas al final de la Segunda Guerra Mundial
Trabajo presentado por la historiadora Miriam Gebhardt, el trabajo abarca sus investigaciones sobre el tema. Gebhardt, que por primera vez pone cifras a las violaciones masivas, calcula 860.000 en los meses posteriores al fin de la guerra, de las cuales señala que al menos 190.000 de ellas fueron perpetradas por soldados americanos. "Pero estas cifras son sólo la punta del iceberg. La cifra oscura seguramente es muy superior al doble porque muchas mujeres y niñas prefirieron no hablar nunca de ello por vergüenza", explica.
"Esas mujeres han fingido que no ocurrió o han guardado silencio durante décadas por vergüenza. Es un síntoma común en la mayor parte de víctimas", explica Gebhardt.
De acuerdo a Gebhardt, la víctima más pequeña registrada en los documentos oficiales que contabilizaban las violaciones fue una pequeña de siete años que contrajo una grave enfermedad venérea. La mayor, una mujer de 69 años. En documentos judiciales consultados constan también casos de suicidios de niñas de 13 años tras ser víctimas de violaciones en grupo, bien colgándose de una viga de la casa o bien ingiriendo altas dosis de esencia de vinagre, los dos recursos más utilizados. 
Gebhardt menciona, "Además de violadas, muchas mujeres eran azotadas con fustas y látigos o atacadas con armas blandas".